# ハイパーウォーズ
ハイパーウォーズ（HYPER WARS）は、メディアワークス刊のゲーム雑誌『電撃王』および『電撃PCエンジン』（現・電撃G's magazine）で連載された読者参加型ゲーム。ハドソンよりPCエンジン（SUPER CD-ROM²）用ゲームも発売された。

## 電撃王
『電撃王』1993年3月号（創刊第2号）での予告を経て、1993年4月号から1994年10月号まで偶数月号に隔月掲載された。なお、奇数月号の掲載企画は「ゲートガーディアン」である。
本作は『コンプティーク』（角川書店）で連載されていた読者参加型ゲーム「ロボクラッシュ」の流れを汲む企画である。プレイヤーは「バトルビースト」と呼ばれる生物のDNAを組み込んだ戦闘兵器のパーツを揃え、自機をチューニングして互いに戦う。大会は全てトーナメント形式で行われ、決勝戦は募集から2か月後の号にリプレイが掲載された。
ストーリー
超コンピュータ「ブレインコア」に生物の因子（ジーン）を組み込むことで誕生する戦闘兵器、バトルビースト。その力は「巨人たちの戦争」と呼ばれる宇宙戦争で存分に発揮され、結果として銀河は荒廃してしまった。現状を憂えたBUTY（ボード・オブ・ウルティメイト・テクノロジー）の長官ベル・チャンドラー女史は、バトルビーストの戦いを健全なスポーツに変えるため、銀河をまたにかけたトーナメント「ハイパーウォーズ」の開催を呼びかけた。
システム
プレイヤーは『電撃王』誌面から応募用紙を切り取り、バトルビーストの能力や行動を記入して封書で送付することで参加できる。項目がいくつもあるうえに選択肢の内容も多岐に渡るため、非常に複雑な設定を要する。
- 基本設定 : バトルビーストの素体と、そこに組み込む因子（ジーン）を決める。どちらも15種類以上用意されている。
- 追加装備 : ブレイン・フレーム・マッスル・アーマー・センサリーの5項目を決める。選択肢はいずれも8種類以上ある。さらに数十種類の中からウェポン（武器）を選ぶ。これらは任意の選択であり、素体のままの出撃も一応は可能である。
- 人員 : 搭乗者である「マスター」、ビーストの意識である「ブレインコア」、運用のためのスタッフの能力を設定する。
- 行動 : 地形ごとの対応、索敵行動の内容、実際のオペレーション（戦闘行動）を決める。
- チーム : 第2回より、参加者の有志によるチーム編成が可能になった。連載を通じて公認されたチーム数は約100にのぼる。有力なチームに参加すれば勝ち抜きやすくなるが、チーム独自の規則に従わなくてはならないという制限も生じる。

スタッフ
- 文 : 阿須貞明
- イラスト : 希有馬（井上純弌）、井上元博

## 電撃PCエンジン
PCエンジンでのコンピュータゲーム化を受けて、『電撃PCエンジン』誌上でも「ハイパーウォーズ 〜銀河の覇王〜」のタイトルで連載される運びとなった。1993年10月号の予告、11月号のプレ連載を経て、1993年12月号から1994年10月号まで偶数月号に隔月で連載された。誌上ゲームのない奇数月号には、コンピュータゲーム版の情報提供や本編のストーリー補完を行う「ハイパーウォーズジャーナル」が掲載されていた。なお、同時期の読者参加企画は偶数月号が『女神天国』、入れ替わりとなる奇数月号は『ヴァルツァーの紋章』『ルートランサー』である。
『電撃王』版がひたすら参加者の戦闘を追求していたのに対し、『電撃PCエンジン』版は各チームのオーナーの意向や陰謀を絡めた物語仕立ての企画となっている。
対戦の上位入賞者には賞金が授与された。金額は、1位が10,000円、2位は8,000円、3位7,000円……9位1,000円、10位500円である。また、入賞者のバトルビーストにはコンピュータゲーム版への登場資格が与えられた。

### チーム
『電撃王』版ではチーム結成はプレイヤーの任意だったが、『電撃PCエンジン』版では必ず規定の8チームのいずれかに参加しなくてはいけない。しかし読者の意思を反映する要素も保たれており、各チームのエンブレムや途中参加の新チームは公募によって決められている。
ランカスターワークス
バトルビーストの生みの親であるランカスター社のワークスチーム。
ビースト構成因子 : 人型×獣四足型
オーナー : ジャック・ランカスターJr. 創始者の孫だが、才能は及ばない。
ブラッディエンジェルズ
没落した大財閥のワークスチーム。
ビースト構成因子 : 人型×鳥型。必ず羽をつけること。
オーナー : レイチェル・マクワイヤー。美貌を鼻にかける高慢な女性。
ファーネス龍騎士団
龍をあがめる新興宗教団体。
ビースト構成因子 : 爬虫類型×鳥型。龍に似ていること。
オーナー : エルウィン・ファーネスト。龍を力の象徴として理想視する老人。最終回ではBUTY長官チャンドラーと組んで、ルドルフやジェシカの反乱を制圧した。
シルバートワイライト
ロッチナーグループのワークスチーム。第3回でのビーストクルセイダーズ機密漏えい事件を受けて出場停止処分となる。
ビースト構成因子 : 人型×人型。市街戦を意識すること。
オーナー : バルグンド・ロッチナー。グループ総帥という立場がありながらハイパーウォーズに異様に入れ込んでいたため周囲から疑問視されていたが、その正体は汎銀河テロ組織「クリムゾン」の幹部であった。出場停止後はルドルフと手を組んでさらなる陰謀を企む。
ブラックシュトゥルム
巨大兵器産業ロッヘルマイヤーのチーム。
ビースト構成因子 : 獣二足型×獣四足型
オーナー : ルドルフ・シュタインバッハ。銀河制覇を狙っていることを公言してはばからない、危険な野心家。最強のバトルビーストとも言われる謎の存在「覇王の鎧」を捜し求めていたが、最終回でジェシカに刺されて斃れる。
ビーストクルセイダーズ
惑星開発公社パーウェルインダストリーのチーム。第3回でロッチナーの手のものの襲撃を受ける。
ビースト構成因子 : 人型×獣二足型。神話世界のモンスターに似ていること。
オーナー : ジェシカ・パーウェル。弱冠20歳の天才で、天涯孤独の女性。連載当初は一番人気だったが、レポーターのキャロルや新ヒロインのアリスに押されて次第に影が薄くなる。終盤ではそれまで敵対していたルドルフやロッチナーと同盟を結んで陰謀に加担。さらにルドルフを刺殺して、自ら「覇王の鎧」を手にしようとする。
ミラージュウォリアーズ
フロンティア開発公社がスポンサードするチーム。失われた古代文明の技術をバトルビーストに組み込んでいるという噂である。
ビースト構成因子 : 爬虫類型×爬虫類型
オーナー : ウェイ・ファン。つかみどころのない謎の人物。そもそも人間ですらないらしく、最終回では「覇王の鎧」をめぐって争いを続けるジェシカらの前に現れると、「鎧」を回収していずこかへ去っていった。
ハガクレ武士団
他のチームがいずれも企業などのワークスチームであるのに対し、ハガクレ武士団はオーナーのプライベートチームである。資金面では他のチームに遅れをとるが、気合でカバーしている。
ビースト構成因子 : 人型×人型
オーナー : リューイチ・ミフネ。武士道をむねとする男性。第3回のビーストクルセイダーズ機密漏えい事件で負傷したため、第4回以降は隠居していた父親のリュウ・ミフネが代行を務めた。
ロッドビーマー
出場停止となったシルバートワイライトに代わり、第4回から加わった新チーム。読者のアイディアをもとに作られた。それまでレポーターとして戦いの結果を伝えていたキャロル・C・マーガレットもチームメンバーに名を連ねている。
ビースト構成因子 : 人型×獣四足型
オーナー : アリス・ガードナー。シャトルの事故で両親を喪ったばかりの10歳の少女。けなげにもオーナーとしての責務を継いでハイパーウォーズに臨む。

### システム
プレイヤーは専用ハガキに必要事項を記入することでバトルビーストの設定を決め、誌上でお互いに戦う。
『電撃王』版に比べれば項目は大幅に簡略化されているが、それでも武器の種類が50近く用意されているなど、決して単純なゲームではない。設定項目は以下の通り。
- チーム : 前述の通り、8チームから所属先を選ぶ。この時点でビーストの因子も2つまで決定する。
- 因子 : 3番目の因子を、人型・獣四足型・獣二足型・鳥型・爬虫類型の中から選ぶ。使わずに2つの因子のままでも可。
- 武器の選択。
- 行動 : 攻撃・防御・移動・狙い・バランスの中から、どれを重視するか選ぶ。
- パワーフラッシュ : 一撃必殺の最後の手段を使うか否かを決める。パワーフラッシュは強力ではあるが、はずせば後がなくなってしまう。

### スタッフ
- 原作 : 阿須貞明
- CG : 小林浩一郎
- ネーム : 長野真教
- イラスト : 長谷川努、ボリショイ. S

## コンピュータゲーム
読者参加企画と同様、バトルビーストを対戦させて勝ち抜くことを目的としたゲーム。ただし対戦格闘ゲームではないので、ビーストの挙動を入力するようなアクション要素はない。
ゲームはバトルビーストの搭乗者と契約するところから始まり、ファクトリーでのビースト合成、テストフィールドのテストバトルを経て、トーナメントバトルに参加するまでが一連の流れとなる。条件を充たしていればその後にイベントが発生し、また最初に戻って手順を繰り返す。最終的には「四天王」と呼ばれる強力な敵が出現する。